# Jürgen Köhler (Zeichner)

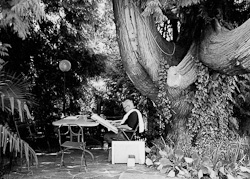
Jürgen Köhler

Jürgen Köhler (* 22. Februar 1954 in Halle (Saale)) ist ein deutscher Zeichner.

## Leben
Nach Abschluss eines Bauingenieurstudiums in Dresden 1976 arbeitete Jürgen Köhler zunächst als Ingenieur. Von 1979 bis 1984 studierte er an der Kunsthochschule Berlin-Weißensee. Von 1986 bis 1989 war er Meisterschüler bei Karl-Erich Müller an der Akademie der Künste der DDR in Berlin. Neben verschiedenen Stipendien wurde seine künstlerische Arbeit 2004 mit dem Egmont-Schaefer-Preis für Zeichnung gewürdigt.
Köhlers Arbeiten stehen in der Tradition einer europäischen Zeichenkunst wie sie u. a. von Dürer, Grünewald, Schongauer aber auch von Künstlern der italienischen Renaissance hervorgebracht wurde. Ebenso üben die japanischen Holzschneider des Ukiyo-e einen besonderen Einfluss auf seine Arbeit aus.

## Rezeption
„Köhlers Erfindungen sind durch und durch hybrid. Sie entstammen einer Phantasie, durch die alle die fremdartigen Bilder hindurchgegangen sind, die gerade nicht aus den Medien auf uns einschreien und die verborgen bleiben, wenn wir sie nicht an den Rändern, gleichsam unterhalb der Wahrnehmungschwellen des Alltags suchen wollen. […] Aber eigentlich zählen Köhlers Blätter zur ars oblivionis. Sie handeln vom Vergessen, von einem labilen Bewusstseinszustand, in dem wir das Sehen als flüchtigen Widerschein von schon längst Gekanntem verstehen, als déjà-vu, das im Sehen selbst entgleitet, ehe es als solches erfasst werden kann.“
Matthias Flügge

## Ausstellungen (unvollständig)
- 1987 Dresden, Leonhardi-Museum, mit Martin Colden, Richter, Thomas Habedank, Dorit Bearach
- 1989
  - Bad Doberan, Galerie am Kamp, (Personalausstellung)
  - Berlin, Akademie der Künste der DDR, Marstall, Zeichnungen in der Kunst der DDR
  - New York, Clock Tower Gallery, Competition Diomedes, mit Richter, Colden, Bernt Wilke
- 1990
  - Berlin, Erster Berliner Maisalon
  - Berlin, Galerie am Prater, mit Stephan Reichmann, Reinhard Jacob, Anatol Erdmann
  - Berlin, Akademie der Künste der DDR, Marstall, Meisterschülerausstellung
- 1991
  - Berlin, Zweiter Berliner Maisalon
  - New York, Clocktower Gallery, Aids Positiv Action
  - Nancy, Galerie de la Bibliotheque Laxou, Fünf Berliner Maler
- 1992 Berlin, Brechthaus Weißensee, La Femme
- 1994
  - Berlin, Galerie Parterre, Zeichnungen, (Personalausstellung)
  - Hamburg, Kunsthaus, Kunst ist Kommentar
  - Bonn, Konrad-Adenauer-Stiftung, Socitée Imaginaire
- 1995
  - Berlin, Bank für Gemeinwirtschaft (Personalausstellung)
  - Berlin, Bundesministerium für Wirtschaft mit Colden und Lammert
- 1996 Berlin, Brecht-Haus Weissensee, The Window (Personalausstellung)
- 1998
  - Hamburg, Galerie Hauptmann (Personalausstellung)
  - Rostock, Kunsthalle, Aus Berlin auf Papier
  - Berlin, Galerie Blickensdorff (Personalausstellung)
- 1999
  - Hamburg, Kunsthaus, Ausstellungsprojekt „Trans“
  - Auerstedt, Schloßgalerie, Liebeskunst
- 2001 Berlin, Galerie-Gesellschaft (Personalausstellung)
- 2002 Karlsruhe, Galerie Hoffmann+Kyrath, Café Obermeyer
- 2003
  - Berlin, Galerie-Gesellschaft
  - Berlin, Brecht-Haus Weissensee, Bellevue
  - Berlin, Galerie Poll, Listros-Projekt
  - Berlin, Galerie am Prater, Rückspiegel
- 2004
  - Berlin, Galerie-Gesellschaft (Personalausstellung)
  - Berlin, Galerie im Turm, Egmont Schaefer Preis für Zeichnungen
- 2005
  - Alt-Langsow, Schul – und Bethaus EA
  - Berlin, Galerie Brockstedt, Im Kabinett
  - Berlin, Galerie Inga Kondeyne, Sommerausstellung
- 2006
  - Berlin, Franz Volhard Klinik, Der männliche Akt
  - Berlin, Galerie Inga Kondeyne EA
- 2007 Berlin, Galerie Anke Zeisler EA
- 2009
  - Berlin, Alte Schule Adlershof, corpus delikti
  - Berlin, Galerie Inga Kondeyne, Bleistiftkonzert
  - Berlin, Galerie Pankow Zeichnungen EA
- 2010
  - Berlin, Galerie Parterre, Aspekte des Zeichnens
  - Berlin, Galerie Inga Kondeyne, Pencilparty
  - Berlin, Alte Schule, Schwarz und Fleisch-Fisch und Weiss
- 2011
  - Berlin, Galerie Parterre, Und was heißt schon New York, eine Ausstellung um Arno Schmidt
  - Berlin, Guardini-Stiftung, mit Friedemann Grieshaber Zeichnung und Skulpturen
- 2024
  - Dresden, Leonhardi-Museum